# サッカーマラウイ代表
サッカーマラウイ代表（サッカーマラウイだいひょう、Malawi national football team）は、マラウイサッカー連盟によって編成されるマラウイのサッカーのナショナルチームである。

## FIFAワールドカップの成績
- 1930 - 不参加
- 1934 - 不参加
- 1938 - 不参加
- 1950 - 不参加
- 1954 - 不参加
- 1958 - 不参加
- 1962 - 不参加
- 1966 - 不参加
- 1970 - 不参加
- 1974 - 不参加
- 1978 - 予選敗退
- 1982 - 予選敗退
- 1986 - 予選敗退
- 1990 - 予選敗退
- 1994 - 棄権
- 1998 - 予選敗退
- 2002 - 予選敗退
- 2006 - 予選敗退
- 2010 - 予選敗退
- 2014 - 予選敗退
- 2018 - 1次予選敗退

## アフリカネイションズカップの成績
- 1957 - 不参加
- 1959 - 不参加
- 1962 - 不参加
- 1963 - 不参加
- 1965 - 不参加
- 1968 - 不参加
- 1970 - 不参加
- 1972 - 不参加
- 1974 - 不参加
- 1976 - 予選敗退
- 1978 - 予選敗退
- 1980 - 不参加
- 1982 - 予選敗退
- 1984 - グループステージ敗退
- 1986 - 予選敗退
- 1988 - 不参加
- 1990 - 予選敗退
- 1992 - 不参加
- 1994 - 予選敗退
- 1996 - 予選敗退
- 1998 - 予選敗退
- 2000 - 予選敗退
- 2002 - 予選敗退
- 2004 - 予選敗退
- 2006 - 予選敗退
- 2008 - 予選敗退
- 2010 - グループステージ敗退
- 2012 - 予選敗退
- 2013 - 予選敗退
- 2015 - 予選敗退
- 2017 - 予選敗退
- 2019 - 予選敗退
- 2021 - ベスト16

## 歴代監督
- ジャック・チャマンワナ 1998-1999
- ヤング・チモジ 1999-2000
- キム・スプライドボエル 2000-2002
- アラン・ジレット 2003
- エディントン・ゴナモ 2003-2004
- ジョン・カプタ 2004
- ヤシン・オスマン 2004-2005
- マイク・ヘニガン 2005
- ブルクハルト・ツィーゼ 2005-2006
- キンナ・フィリ 2006-2007
- ステファン・コンスタンティン 2007-2008
- キンナ・フィリ 2009-2011
- エディントン・ゴナモ 2012-2013
- トム・セイントフィート 2013
- ヤング・チモジ 2014-2015
- アーネスト・ムタワリ 2015-2016
- ラマダン・ンサンズルウィモ 2016-2017
- ジェラルド・フィリシニア 2017
- ヴァンゲン グルデン 2017-2019
- メケ・ムワセ 2019-

## 歴代選手
- ジョン・バンダ
- ジャブラニ・リンジェ・アリ